# Bahus-Soubiran
Bahus-Soubiran è un comune francese di 373 abitanti situato nel dipartimento delle Landes, nella regione della Nuova Aquitania.

## Società

### Evoluzione demografica
Abitanti censiti